# 回龙圩镇
迴龙圩镇，是中华人民共和国湖南省永州市江永县下辖的一个乡镇级行政单位。

## 行政区划
迴龙圩镇下辖以下地区：
迴峰路社区、八字桥社区、迴龙村、盐下村、朱家观村、李家塘村、平立村、永济亭村、兴隆村、八仙洞村、神仙洞村、马鹿头村、回峰林场村、岩口塘村、大罗圩村、仙人桥村、何家村、棠锦村和新风村。